# Embelia
Embelia är ett släkte av viveväxter. Embelia ingår i familjen viveväxter.

## Bildgalleri

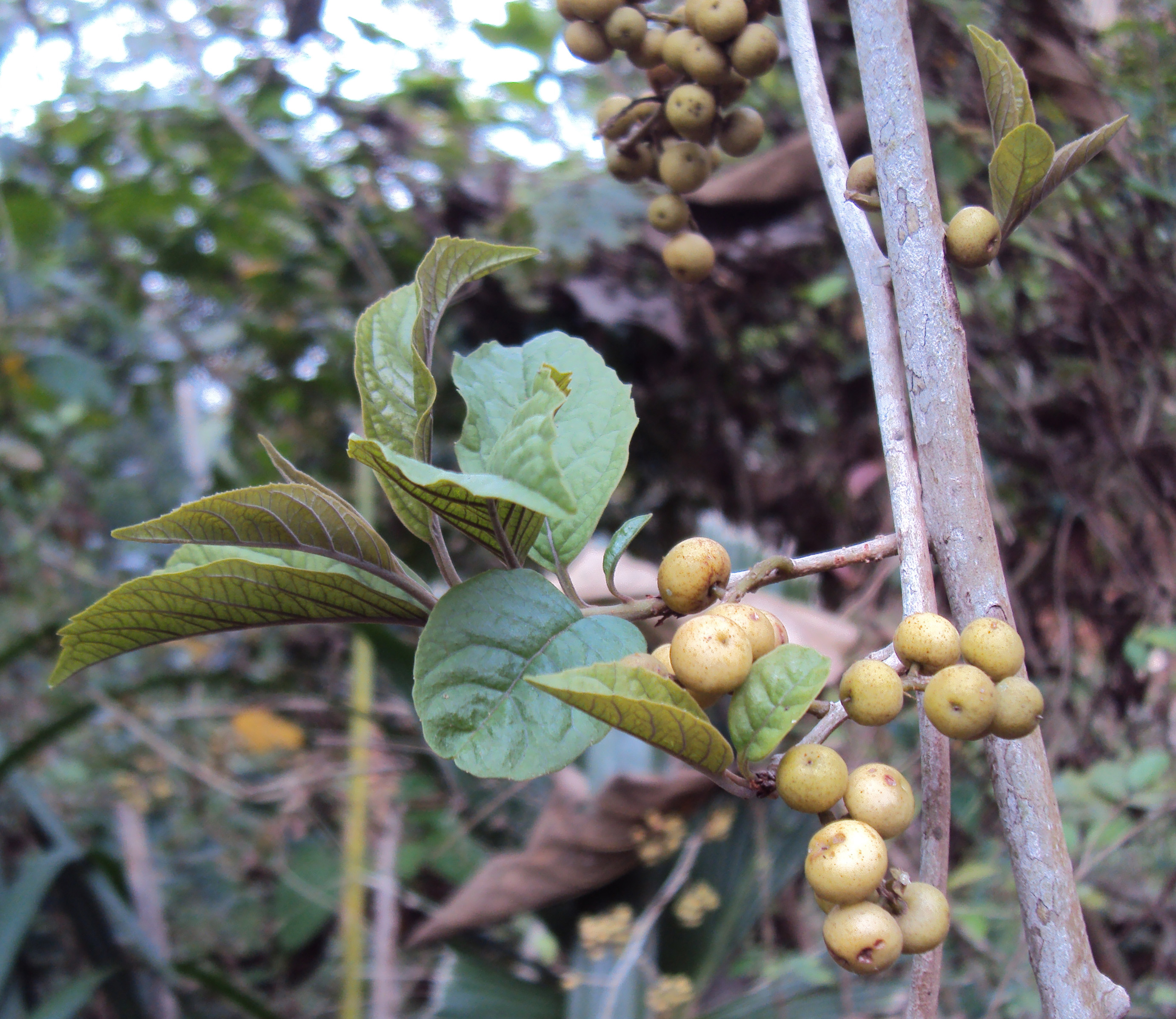

## Dottertaxa tillEmbelia, i alfabetisk ordning[1]
- Embelia adnata
- Embelia angulosa
- Embelia angustifolia
- Embelia arborea
- Embelia arfakensis
- Embelia arunachalensis
- Embelia australiana
- Embelia basankusuensis
- Embelia bataanensis
- Embelia biflora
- Embelia boivinii
- Embelia borneensis
- Embelia brassii
- Embelia buxifolia
- Embelia canescens
- Embelia carnosisperma
- Embelia caulialata
- Embelia clarkei
- Embelia comorensis
- Embelia concinna
- Embelia cordata
- Embelia coriacea
- Embelia corymbifera
- Embelia cotinoides
- Embelia cuneata
- Embelia curvinervia
- Embelia dasythyrsa
- Embelia deivanuae
- Embelia demissa
- Embelia djalonensis
- Embelia drupacea
- Embelia effusa
- Embelia elevativena
- Embelia elliptica
- Embelia floribunda
- Embelia frondosa
- Embelia furculosa
- Embelia furfuracea
- Embelia gallatlyi
- Embelia gardneriana
- Embelia gerardii
- Embelia gracilenta
- Embelia gracilis
- Embelia grandifolia
- Embelia grayi
- Embelia halconensis
- Embelia henryi
- Embelia impressa
- Embelia incumbens
- Embelia javanica
- Embelia keniensis
- Embelia kerrii
- Embelia kuborensis
- Embelia laeta
- Embelia legnophylla
- Embelia libeniana
- Embelia loheri
- Embelia luzoniensis
- Embelia macrocarpa
- Embelia madagascariensis
- Embelia micrantha
- Embelia microcalyx
- Embelia microphylla
- Embelia mildbraedii
- Embelia minutifolia
- Embelia multiflora
- Embelia myriantha
- Embelia myrtillus
- Embelia nigropunctata
- Embelia nilotica
- Embelia nutans
- Embelia obtusiuscula
- Embelia ottoniana
- Embelia ovata
- Embelia ovatifolia
- Embelia pacifica
- Embelia palauensis
- Embelia parviflora
- Embelia pauciflora
- Embelia penangiana
- Embelia pergamacea
- Embelia phaeadenia
- Embelia philippinensis
- Embelia polypodioides
- Embelia procumbens
- Embelia pullenii
- Embelia pyrifolia
- Embelia resinosa
- Embelia retata
- Embelia ribes
- Embelia rigida
- Embelia rodgeri
- Embelia rotundifolia
- Embelia rowlandii
- Embelia rugosa
- Embelia ruminata
- Embelia sarasinorum
- Embelia scandens
- Embelia schimperi
- Embelia scortechinii
- Embelia sessiliflora
- Embelia singalangensis
- Embelia sootepensis
- Embelia spiraeoides
- Embelia subcordata
- Embelia tiwiensis
- Embelia togoensis
- Embelia tortuosa
- Embelia tropophylla
- Embelia tsjeriam-cottam
- Embelia undulata
- Embelia upembensis
- Embelia vaupelii
- Embelia welwitschii
- Embelia vestita
- Embelia whitfordii
- Embelia viridiflora
- Embelia xylocarpa